# P/2007 C2 Catalina
P/2007 C2 (Catalina) è una cometa periodica scoperta nel corso delle osservazioni svolte dal programma Catalina Sky Survey: la sua natura cometaria è stata scoperta tra gli altri da Giovanni Sostero e Ernesto Guido . La cometa fa parte della famiglia delle comete gioviane. La sua attuale orbita la porta a transitare molto vicina all'orbita del pianeta Saturno con conseguenti passaggi molto ravvicinati a quest'ultimo pianeta come accadde nel 1812.